# Odontolabis katsurai
Odontolabis katsurai es una especie de coleóptero de la familia Lucanidae.

## Distribución geográfica
Habita en Sabah (Malasia).